# 弗沃什喬瓦縣

50°51′15″N 19°58′1″E / 50.85417°N 19.96694°E
弗沃什喬瓦縣（波蘭語：Powiat włoszczowski），是波蘭的縣份，位於該國中部，由聖十字省負責管轄，首府設於弗沃什喬瓦，面積906平方公里，2006年人口47,137，人口密度每平方公里52人。